# Soverosa (apelido)

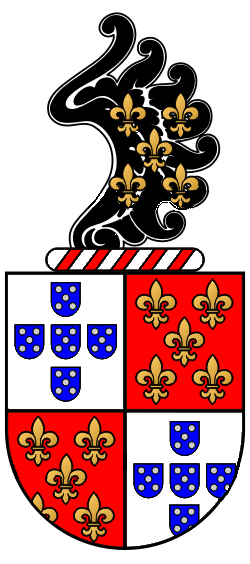
escudo mais antigo dos Soverosa, apresenta: De vermelho, com 5 flores de lis, assim continuando em uso, na linha de primogenitura, dos Albuquerques..

Soverosa é um apelido de família da onomástica da língua portuguesa com raízes toponímicas. Teve origem na Vila de Sobrosa, hoje do concelho de Paredes.

## Historial
O termo Soverosa, desde muito cedo na história peninsular que começou a ser utilizado como identificador de uma linhagem familiar, possuidora de importância digna de nota e tida como de elevada nobreza. No entanto, só mais tarde, este nome se viria a transformar num apelido de família, dando assim origem à família Soverosa.
Este nome teve origem na Galiza, de donde passou a Portugal, sendo que a sua origem se encontra nos descendentes do conde D. Gomes Sobrado, que por sua vez era descendente da rainha castelhana D. Urraca I de Leão e Castela.
Esta linhagem encontra-se entre as linhagens medievais portugueses que mais preponderância e destaque tiveram durante o século XI e o Século XII, tendo no entanto, já neste último século vindo a desaparecer na sua linha varonil. Assim esta linhagem passou de varonil à linhagem feminina, e por via desse facto, na pessoa de D. João Afonso Telo de Meneses de Albuquerque, que foi o 1º conde de Barcelos.
No entanto houve outros ramos da família Soverosa que mantiveram a sua linha varonil.

## Brasão
Esta família detém os seguintes brasões de armas:
O escudo mais antigo dos Soverosa, apresenta: De vermelho, com 5 flores de lis, assim continuando em uso, na linha de primogenitura, dos Albuquerques.
A família Soverosa, com origem no conde D. Gomes Sobrado, extinta, quase esquecida, não fossem os registo históricos da sua origem, desapossada dos importantes bens patrimoniais que tiveram os seus antepassados, visto que este por herança haviam passado a ser propriedade dos Albuquerques, teve por uso das seguintes armas de brasão: de vermelho, três faixas veiradas de prata e púrpura. Timbre: um leão veirado do escudo.